# Акробатична суміш
«Акробатична суміш» (нім. Akrobatisches Potpourri, 1895) — німий  короткометражний фільм Еміля і Макса Складановського. Він був знятий у парку Громадського театру Берлін-Моабіт. Цей фільм вважається одним з найперших в історії німецького кіно.

## Сюжет
Фільм складається з 8 частин:
1. Дитяча група Плоц-Ларалла танцюють «Італійський бауерданс»;
2. Брати Мільтон виконують акробатичні трюки в своєму номері «Комічний турнік»;
3. Містер Делавер боксує з справжнім кенгуру в номері «Боксуючи з кенгуру»;
4. Палуб Петрас вправно жонглює, використовуючи свій капелюх, в «Жонглері»;
5. Вісім членів сім'ї Гринато продемонстрували балансування на високому дроті в номері «Акробатичні Потпуррі»;
6. Постановлений Потчерпановим, виконаний російський національний танок «Камарінська»;
7. Мадемуазель Анейон танцює в розкішному вбранні в номері «Змія - танцівниця»;
8. Греко-римська боротьба у виконанні Грайнера та Сандова представлені у номері «Борці рингу».
```
Останні кадри, названі «Апофеозом», засвідчують вдячність обидвох братів режисерів Складановських за перегляд фільму.
```

## Цікаві факти
- Фільм вийшов на екрани 1 листопада 1895 року.
- 1 листопада 1895 року Макс Складановський випустив сім фільмів, одним з яких була картина «Акробатична суміш».